# 中村高康
中村 高康（なかむら たかやす、1967年 - ）は、日本の教育学者・教育社会学者。東京大学教授。放送大学客員教授。

## 略歴
- ? - 1991年3月   東京大学教育学部 教育学科教育社会学コース
- 1991年4月 - 1993年3月   東京大学大学院教育学研究科・教育学部修士課程
- 1993年4月 - 1996年3月   東京大学大学院教育学研究科博士課程総合教育科学専攻
- 1996年4月 - 1996年10月   日本学術振興会特別研究員（PD）
- 1996年11月 - 1998年9月   東京大学大学院教育学研究科助手
- 1998年10月 - 2002年2月   群馬大学教育学部講師
- 2002年4月 - 2004年3月   群馬大学教育学部助教授
- 2004年4月 - 2007年3月   大阪大学大学院人間科学研究科助教授
- 2007年4月 - 2011年3月   大阪大学大学院人間科学研究科准教授
- 2011年4月 - 2013年3月   東京大学大学院教育学研究科准教授
- 2013年4月 - 現在   東京大学大学院教育学研究科教授

## 受賞
- 2012年11月   社会調査協会 第２回社会調査協会賞（優秀研究活動賞）

## 書籍等出版物
- 1999年「受験体制としての『調査書重視』-入学者選抜にみる教育システムの変容-」　中村高康　古賀正義編『<子ども問題>からみた学校世界 生徒・教師関係のいまを読み解く』(シリーズ子どもと教育の社会学2)教育出版,28-46頁
- 2000年　「生活科と戦後教育-教育改革の中での位置づけをめぐって-」　中村高康 群馬大学教育学部生活科実施委員会編『新生活科研究』群馬評論社、71-75頁
- 2000年　「高学歴志向の趨勢-世代の変化に注目して-」　中村高康　近藤博之編『日本の階層システム3 戦後日本の教育社会』東京大学出版会,151-173頁
- 2002年　『学歴・選抜・学校の比較社会学－教育からみた日本と韓国－』　中村高康・藤田武志・有田伸　東洋館出版社
- 2003年　「階層と教育」　中村高康　江川他編『教育キーワード１３７』時事通信社、236-237頁
- 2005年　「日本の教育システムと教育熱−韓国との比較分析−」　中村高康　イ・ジョンガク編著『韓国の教育熱　世界の教育熱』図書出版夏雨、p.401-426.（韓国語）
- 2007年　「混合研究法−mixed methods research–」中村高康　小泉潤二・志水宏吉編『実践的研究のすすめ　人間科学のリアリティ』有斐閣、233-247頁
- 2008年　『SSM調査シリーズ６　階層社会の中の教育現象』（報告書）　中村高康　2005年SSM調査研究会
- 2010年　「就職と学歴」　中村高康　有本章・山崎博敏・山野井敦徳編著『教育社会学概論』第12章、209-224頁
- 2010年　「「OB・OG訪問」とは何だったのか―90年代初期の大卒就職と現代―」　中村高康　苅谷剛彦・本田由紀編『大卒就職の社会学―データからみる変化』東京大学出版会,151-169頁   ISBN 978-4-13-051131-5
- 2010年　「ロジスティック回帰分析」　中村高康・藤原翔　川端亮編著『データアーカイブSRDQで学ぶ社会調査の計量分析』ミネルヴァ書房,95-108頁    ISBN 978-4-623-05730-6
- 2010年　『大学への進学　選抜と接続　（リーディングス日本の高等教育①）』　中村高康　玉川大学出版部
- 2010年　『進路選択の過程と構造　高校入学から卒業までの量的・質的アプローチ』　中村高康　ミネルヴァ書房
- 2011年　「高校平準化と社会階層―日本と韓国に見る高校間格差解消政策の帰結―」中村　高康　東京大学出版会
- 2011年　『大衆化とメリトクラシー　教育選抜をめぐる試験と推薦のパラドクス』中村高康　東京大学出版会
- 2012年　『よくわかる教育社会学』　酒井朗・多賀太・中村高康編　ミネルヴァ書房
- 2012年11月　『学歴・競争・人生―10代のいま知っておくべきこと』　吉川　徹・中村　高康　日本図書センター
- 2014年3月　「日本社会における『間断のない移行』の特質と現状」中村　高康　ナカニシヤ出版 ISBN 9784779508318
- 2015年3月　『全国無作為抽出調査による『教育体験と社会階層の関連性』に関する実証的研究　中村　高康　科学研究費報告書
- 2017年10月　『教育社会学のフロンティア１　学問としての展開と課題』、岩波書店、 本田由紀・中村高康責任編集　岩波書店
- 2017年11月　『危機のなかの若者たち　教育とキャリアに関する5年間の追跡調査』乾彰夫・本田由紀・中村高康編　東京大学出版会
- 2018年6月  『暴走する能力主義―教育と現代社会の病理』　ちくま新書
- 2018年7月　『教育と社会階層―ESSM全国調査からみた学歴・学校・格差』中村高康・平沢和司・荒牧草平・中澤渉　編　東京大学出版会
- 2018年8月　Japanese Education in a Global Age　A. Yonezawa et al.　Springer  ISBN 978-9-81-131527-5
- 共編著（吉野剛弘・腰越滋・木村拓也・光永悠彦・宇佐美慧・羽藤由美・大多和直樹・西郡大・小針誠・大塚雄作・山村滋・杉山剛士・荒井克弘 ）『大学入試がわかる本――改革を議論するための基礎知識』（岩波書店　2020年）
- 2025年3月 『新訂 教育の社会学』本田由紀・中村高康編著　放送大学教育振興会